# Pentazocina
La pentazocina es un narcótico analgésico opioide sintético, muy potente, de la serie de las benzazocinas (benzomorfano). La pentazocina se comercializa con muchos nombres, como Talwin (con naloxona) y Talacen (con paracetamol). 

## Administración
Luego de la administración intramuscular o subcutánea de una dosis de 30 mg la analgesia ocurre generalmente a los 15 o 20 minutos, mientras que se observa a los 2 o 3 minutos cuando la vía es intravenosa. La analgesia dura generalmente de 3 a 4 horas. 
La pentazocina (Talwin) antagoniza débilmente los efectos analgésicos de la morfina, petidina y fenazocina. Además produce reversión parcial de la depresión cardiovascular, respiratoria y psíquica inducida por la morfina y la petidina. Esta droga tiene aproximadamente 1/50 de la actividad narcótico antagonista de la nalorfina y posee también actividad sedante.

## Usos clínicos
La pentazocina se utiliza como analgésico. Aun existiendo riesgo de dependencia, es menor que el relacionado con el uso de fármacos del tipo de la morfina en circunstancias similares.

## Efectos adversos
Los efectos colaterales son similares a los de la morfina, pero la Pentazocina puede predisponer con más facilidad a tener alucinaciones y otros efectos psicotomiméticos; los efectos cardiovasculares lo hacen desfavorable para personas con problemas al miocardio. Puede ser usado como analgésico para extracciones dentales excepto en pacientes adictos a la heroína.